# Abyssobela
Abyssobela es un género monotípico de caracoles de mar de la familia Raphitomidae.

## Especies
La única especiee dentro del género Abyssobela es:
- Abyssobela atoxica, Kantor & Sysoev, 1986[1]